# Цзу Гэн
Цзу Гэнчжи (кит. трад. 祖暅之, пиньинь Zǔ Gèngzhi; примерно 480—525 годы н. э.), также известный под сокращённым именем Цзу Гэн и вторым именем Цзин Шо (景烁, Jing Shuo) — древнекитайский математик, астроном и государственный деятель времён империй Южная Ци и Южная Лян. Сын и соавтор другого знаменитого математика, астронома и госдеятеля Цзу Чунчжи (429–500), пропагандировавший и добившийся в 510 году введения в государственное обращение разработанного тем ранее модифицированного календаря Дамин ли (大明曆), пробывшего в таком качестве до 588 года (примерно до конца периода Южных и Северных Династий).
Сформулировал самый древний аналог принципа Кавальери (введенного Бонавентурой Кавальери в европейскую математику в 1635), до сих пор известный в Китае как «принцип Цзу Гэна» (кит. трад. 祖暅原理, пиньинь Zǔ Gèng yuanli), и получил формулу объёма шара. Ранее решения этой сложной проблемы были предложены в задаче № 24 разд. 4 «Цзю чжан суань шу» («Правила счета в девяти разделах»): V = 9/16 D3 (V — объём, D — диаметр шара) и Чжан Хэном: V = 5/8 R3 (R — радиус). Лю Хуэй пытался уточнить данные формулы с помощью предварительного расчета объёма конусообразного четырёхгранника моу-хэ-фан-гай 牟合方盖 («крышка со сведенными в точку сторонами»). С опорой на это достижение был выдвинут «принцип Цзу Гэна», дающий формулу объёма шара: V = 4/3 π R3.